# Lasiopogon rokuroi
Lasiopogon rokuroi är en tvåvingeart som beskrevs av Hradsky 1981. Lasiopogon rokuroi ingår i släktet Lasiopogon och familjen rovflugor. Inga underarter finns listade i Catalogue of Life.